# Federação Pernambucana de Basketball
A Federação Pernambucana de Basketball (FPB) é uma entidade do Basquetebol em Pernambuco. É filiada à Confederação Brasileira de Basketball (CBB).

## Presidentes
- – atual Ênio Rogério Leite Guimarães
- – anterior Luiz Morais

## História
Ver no site basquetepe.com.br

## Sede
R. Dom Bosco, 871/202 - Recife/PE - Fone: (81) 3105-2902 - E-mail: contato@basquetepe.com.br